# To Save Her Soul
To Save Her Soul é um filme mudo de curta metragem estadunidense, do gênero dramático, lançado em 1909, escrito e dirigido por D. W. Griffith e estrelado por Mary Pickford.

## Elenco
- Arthur V. Johnson
- Mary Pickford
- Caroline Harris
- W. Chrystie Miller
- George Nichols
- Kate Bruce
- Linda Arvidson
- William Beaudine
- Charles Craig
- Frank Evans
- Robert Harron
- Ruth Hart
- James Kirkwood
- Henry Lehrman
- Jeanie MacPherson
- Owen Moore
- Jack Pickford
- Lottie Pickford
- Billy Quirk
- Gertrude Robinson
- Paul Scardon
- Mack Sennett
- Blanche Sweet
- Dorothy West